# Industriegewerkschaft Wismut
Die Industriegewerkschaft Wismut (IGW) war die Gewerkschaftsorganisation der Mitarbeiter der SDAG Wismut in der DDR.

## Geschichte
Am 14. Juni 1946 kam es in Halle (Saale) zur Gründung einer Industriegewerkschaft Bergbau. Gebildet wurde die IGW dann am 4. Juni 1950 als gesonderte Gewerkschaft vom Bundesvorstand des Freien Deutschen Gewerkschaftsbundes.

## Gliederung
Die SDAG Wismut war ein sowjetisch-deutsches Bergbauunternehmen, welches für die Förderung von Uranerz im Raum Thüringen und Sachsen zuständig war. Die SDAG Wismut war eine Aktiengesellschaft, an welcher zu je 50 Prozent die Sowjetunion und die DDR die Aktienanteile hielten. Die Industriegewerkschaft gliederte sich in einen Zentralvorstand der IG Wismut mit Sitz im damaligen Karl-Marx-Stadt und die FDGB-Betriebsorganisationen. Die IG Wismut hatte eigene Weiterbildungseinrichtungen, ein eigenes Gesundheitswesen, eine eigene Handelsorganisation und einen eigenen Feriendienst (FDGB-Feriendienst). Auch unterhielt sie ein Orchester der Industriegewerkschaft Wismut (in den 1960er Jahren unter der Leitung von Rolf Schellenberg und Günter Blumhagen).